# An Vranckx
An Vranckx (Antwerpen, 1966) is een Belgisch onderzoeker, Latijns-Amerikakenner en voormalig universiteitsdocent. Ze was actief in (post)conflictgebieden.

## Biografie
An Vranckx studeerde Germaanse talen en internationaal recht aan de Vrije Universiteit Brussel (VUB). Later deed ze nog wetenschapssociologie aan de Erasmus Universiteit Rotterdam en een doctoraat in de wetenschapsfilosofie.  Ze volgde ook de Hoge Studies Veiligheid en Defensie aan het Belgisch Koninklijk Instituut voor Defensie.
Vranckx was actief in verschillende (post-)conflictgebieden waaronder Nepal, Ivoorkust, Uganda, Colombia, Guatemala, Zuid-Soedan, Congo, en Kameroen. Zij deed dat voor uiteenlopende ngo's, internationale organisaties en overheden. 
Daarnaast was ze ook actief als wapenexpert voor het Waalse onderzoeksplatform 'Goupe de Recherche et d'Informations sur le Paix et la Sécurité' (GRIP), en eerder ook voor de Britse organisatie Saferworld en de International Peace Information Service (IPIS). 

## Colombia
Via een opdracht voor het IPIS onderzocht ze de ontvoeringen in Colombia in opdracht van Pax Christi Internationaal. Door dit onderzoek kwam ze in contact met Andrés Penate, destijds leidinggevende bij British Petroleum (BP). Via hem kwam ze in 2003 in contact met Sergio Jaramillo die haar in verbinding stelde met de Fundación Ideas Por La Paz. Toen Jaramillo namens de Colombiaanse president Santos aangeduid werd om de geheime vredesgesprekken te voeren met de FARC, vroeg hij Vranckx om een beleidsdocument uit te denken en een subcommissie (ontwapening) van het vredesakkoord te ondersteunen.

## Publicaties
Naast tientallen wetenschappelijke publicaties, artikels en hoofdstukken schreef Vranckx ook enkele boeken. 
- Wetenschap voor beleid. Een communicatieprobleem? (2000)
- Colombia : conflict, vredesproces en controverse (2001)
- Beteugeling van wapenstromen naar het Zuiden : wetgevende intenties uit het Noorden en feiten uit Latijns-Amerika (2004)
- Rhetoric or Restraint? Trade in military equipment under the EU transfer control system (2010)

- Nederlandse Thesaurus van Auteursnamen: 089480279
- Système universitaire de documentation: 194191680
- Virtual International Authority File: 282008899
- WorldCat: E39PBJpyjVhPJ7Djv9B4vbWJjC